# الهون

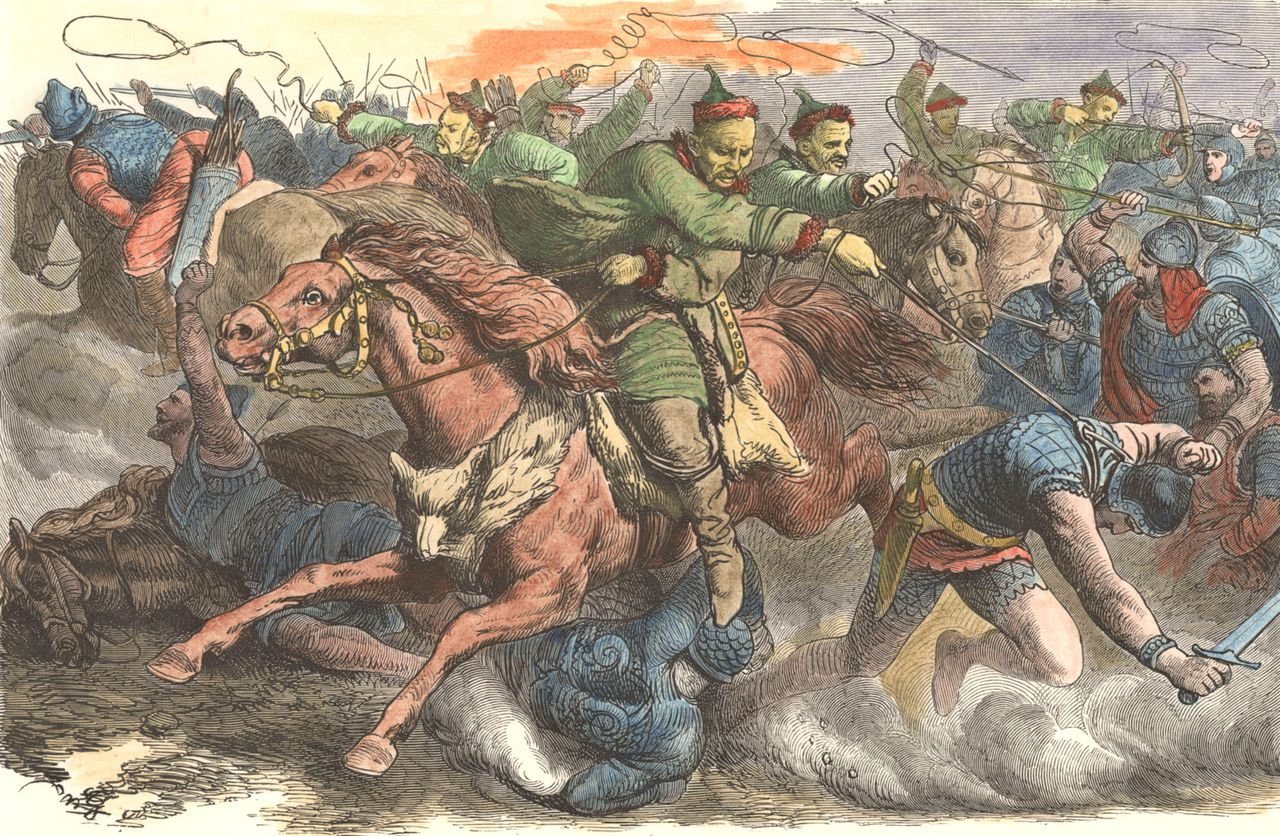
نقش يعود لعقد 1870، يمثل معركة بين الهون وألانز، مأخود عن رسم ليوهان نيبوماك غيغر (1805-1880)

كان الهون شعبًا من الرحل عاش في آسيا الوسطى، والقوقاز، وأوروبا الشرقية، بين القرنين الرابع والسادس الميلادي. وفقًا للتقاليد الأوروبية، أفادت الأبحاث بأنهم عاشوا في بداية عهدهم في شرق نهر الفولغا، في منطقة كانت جزءًا من السكيثيا في ذلك الوقت. يرتبط وصول الهون بهجرة الشعب الإيراني، الألان، غربًا. بحلول عام 370 ميلادي، وصل الهون إلى نهر الفولغا، وبحلول عام 430، فرض الهون سيطرة واسعة، وإن لم تدم طويلًا، في أوروبا، وقهروا القوط والعديد من الشعوب الجرمانية الأخرى التي تعيش خارج الحدود الإمبراطورية الرومانية، وتسبّبوا بفرار الكثير غيرهم إلى أراضي الإمبراطورية الرومانية. أقدم الهون، خاصة في عهد الملك أتيلا الهوني، على شنّ غارات متكررة ومدمرة على الإمبراطورية الرومانية الشرقية. في عام 451، غزا الهون مقاطعة الغال الرومانية الغربية، إذ قاتلوا جيشًا مشتركًا من الرومان والقوط الغربيين في معركة سهول كاتالونيا، وفي عام 452، غزوا إيطاليا. بعد موت أتيلا في عام 453، لم يعد الهون يشكلون تهديدًا كبيرًا لروما، وفقدوا الكثير من أراضي إمبراطوريتهم بعد معركة نِداو (454؟). تذكر سجلات السكان المجاورين لأحفاد الهون من الجنوب والشرق والغرب، أو الخلفاء الذين يحملون أسماء مشابهة، أن الهون احتلوا أجزاءً من أوروبا الشرقية وآسيا الوسطى منذ القرن الرابع وحتى القرن السادس تقريبًا. دُونت متغيرات اسم الهون في القوقاز حتى أوائل القرن الثامن.
في القرن الثامن عشر، أصبح الباحث الفرنسي جوزيف دي جين أول من اقترح وجود صلة بين الهون وشعب شيونغنو، الذين كانوا جيرانًا شماليين للصين في القرن الثالث قبل الميلاد. منذ زمن جين، بُذلت جهود علمية كبيرة للتحقيق في هذه العلاقة. لا تزال القضية مثيرة للجدل. إن علاقاتهم مع الشعوب الأخرى التي يُطلق عليها جماعيًا اسم «الهون الإيرانيون» هي موضع خلاف أيضًا.
لا يُعرف سوى القليل عن ثقافة الهون، وقد ارتبط عدد قليل جدًا من البقايا الأثرية ارتباطًا قاطعًا بشعب الهون. يُعتقد أنهم استخدموا مرجلًا برونزيًا، وعمدوا إلى افتعال تشويه قحفي. لا يتوفر أي توصيف لديانة الهون في زمن حكم الملك أتيلا، ولكن وُثّقت ممارسات مثل الكِهانة، ومن المحتمل أنها تتضمّن الشامانية أيضًا. من المعروف أيضًا أن الهون كان لديهم لغتهم الخاصة بهم، ولكن لم تُوثَّق سوى ثلاث كلمات وأسماء شخصية. من الناحية الاقتصادية، يُعرف عنهم ممارستهم شكلًا من أشكال الرعي البدوي؛ مع نمو اتصالهم بالعالم الروماني، أصبح اقتصادهم مرتبطًا ارتباطًا متزايدًا بروما من خلال الجزية والغاراتو والتجارة. ليس من الواضح ما إذا كانت لديهم حكومة موحّدة عندما دخلوا أوروبا، ولكنهم طوّروا زعامة قبلية موحدة في أثناء حروبهم مع الرومان. حكم الهون مجموعة متنوعة من الشعوب التي كانت تتحدث لغات مختلفة، وكان بعضها يُبقي على حكامه. تُعتبر الرماية من على ظهر الخيل تقنيتهم العسكرية الرئيسية.

ربما يكون الهون قد حفّزوا «الهجرة العظيمة»، ويعتبر هذا أحد العوامل التي ساهمت في انهيار الإمبراطورية الرومانية الغربية. عاشت ذكرى الهون أيضًا في الحياة التقديسية لسائر المسيحيين، إذ يلعب الهون أدوار الخصوم، وفي الأساطير البطولية الجرمانية أيضًا، إذ صُنّف الهون على أنهم خصوم مختلفون أو حلفاء للشخصيات الجرمانية الرئيسية. في المجر، نُسجت أسطورة مبنية على سجلات يعود تاريخها إلى العصور الوسطى مفادها أن المجريين، وجماعة زيكيلي العرقية على وجه الخصوص، تنحدر أصولهم من الهون. ومع ذلك، فإن الاتجاه العام للأبحاث الدراسية يرفض وجود صلة وثيقة بين المجريين والهون. عمومًا، تربط الثقافة الحديثة الهون بالقسوة البالغة والهمجية.

## أصولهم
لا تزال أصول الهون وعلاقاتهم بشعوب السهوب الأخرى غير مؤكَّدة: يتفق العلماء بالعموم على أنهم نشؤوا في آسيا الوسطى، ولكنهم يختلفون في تفاصيل أصولهم. تؤكد المصادر التقليدية أنهم ظهروا في أوروبا بين ليلة وضحاها في عام 370 تقريبًا. في أغلب الأحيان، كانت محاولات الكتّاب الرومانيين لبيان أصول الهون تقرنهم ببساطة بشعوب السهوب السابقة. كرّر الكتّاب الرومان أيضًا رواية مفادها أن الهون دخلوا نطاق القوط عندما كانوا يتعقبون الأيل الوحشي، ورواية أخرى تعزو سبب دخولهم إلى انحراف أبقارهم عبر مضيق كيرتش إلى شبه جزيرة القرم، ليكتشفوا الأرض جيّدًا، ثم يهاجموا القوط. يشير عمل يوردانس «عن أصل وأعمال الغيتاي» إلى أن القوط اعتبروا الهون نسلًا «للأرواح النجسة» وسحرة قوطيين.